# Elías (ort)
Elías är en ort i Colombia.   Den ligger i departementet Huila, i den sydvästra delen av landet, 400 km sydväst om huvudstaden Bogotá. Elías ligger 1 292 meter över havet och antalet invånare är 1 117.
Terrängen runt Elías är kuperad åt sydost, men åt nordväst är den bergig. Terrängen runt Elías sluttar österut. Runt Elías är det ganska glesbefolkat, med 35 invånare per kvadratkilometer. Närmaste större samhälle är Timaná, 4,6 km söder om Elías. I omgivningarna runt Elías växer i huvudsak städsegrön lövskog.